# Avia BH-29
Die  Avia BH-29  ist ein tschechoslowakischer Doppeldecker-Trainer aus dem Jahr 1927. Das Flugzeug wurde von Pavel Beneš und Miroslav Hajn konstruiert.

## Konstruktion
Die tschechoslowakischen Luftstreitkräfte und die Fluggesellschaft ČLS benötigten ein Anfängertrainingsflugzeug. Entsprechend konstruierten Beneš und Hajn den einstieligen Doppeldecker mit ungleicher Spannweite. Die BH-29 war eine Holzkonstruktion mit einer Sperrholzbeschichtung für den Rumpf und einer Stoffbespannung für die übrigen Oberflächen. Als Anfängertrainingsflugzeug besaß es ein robustes, breitspuriges Fahrgestell. Fluglehrer und Schüler saßen in einem offenen Tandemcockpit.
Es wurden nur wenige Exemplare gebaut, obwohl der Flugkapitän Hamšk 1928 mit einem der beiden Prototypen eine Werbereise durch 18 europäische Länder unternahm.

## Technische Daten

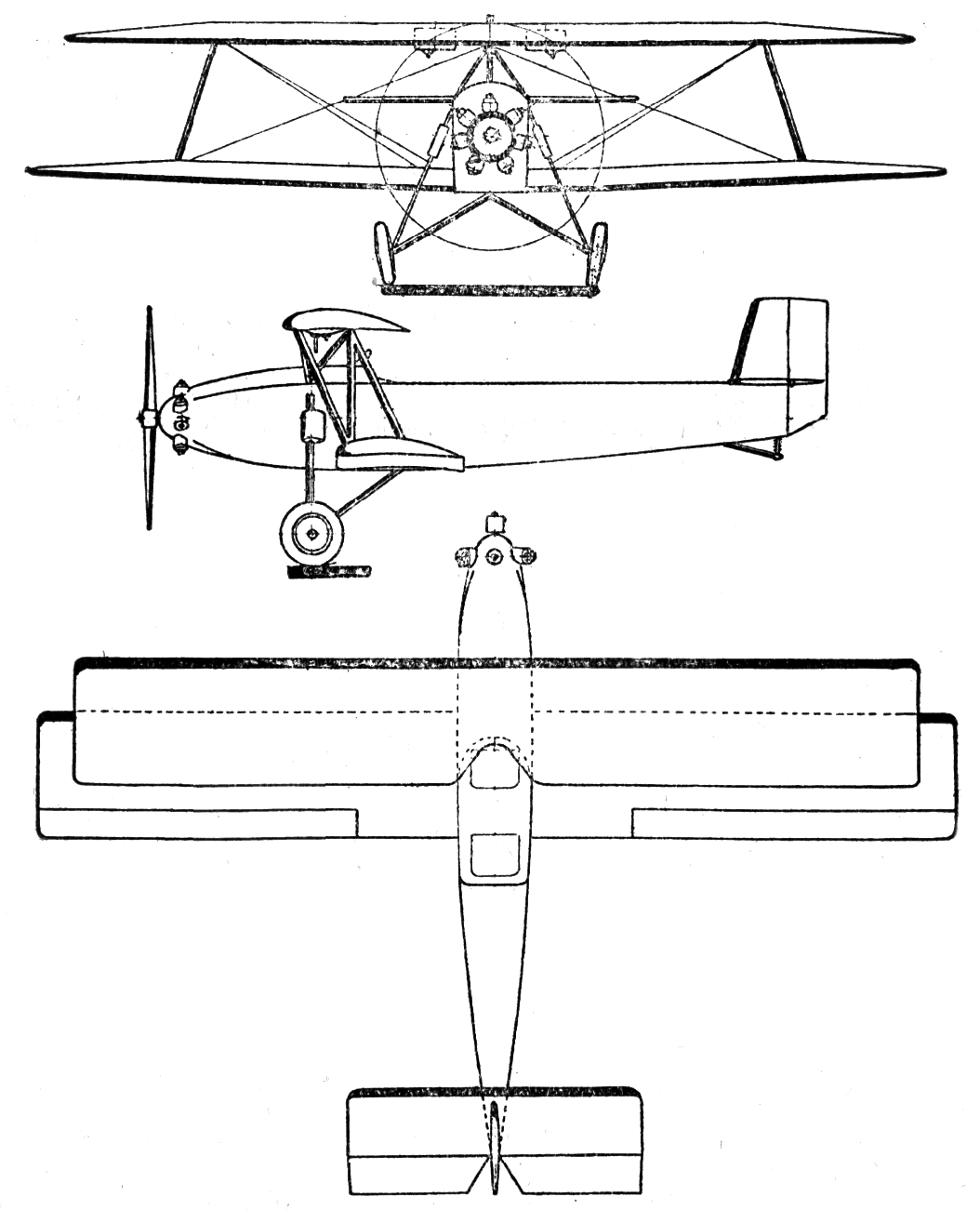
Dreiseitenansicht

| Kenngröße             | Daten                        |
| --------------------- | ---------------------------- |
| Besatzung             | 2 (1 Fluglehrer, 1 Schüler)  |
| Spannweite            | 9,80 m                       |
| Länge                 | 7,40 m                       |
| Flügelfläche          | 25 m²                        |
| Flächenbelastung      | 29 kg/m²                     |
| Leermasse             | 830 kg                       |
| Startmasse            | 1090 kg                      |
| Triebwerk             | ein Sternmotor Walter NZ-120 |
| Leistung              | 89 kW (ca. 120 PS)           |
| Höchstgeschwindigkeit | 145 km/h                     |
| Reisegeschwindigkeit  | 105 km/h                     |
| Steiggeschwindigkeit  | 2,5 m/s                      |
| Dienstgipfelhöhe      | 4000 m                       |
| Reichweite            | 600 km                       |